# مارشال لانكستر
مارشال لانكستر (بالإنجليزية: Marshall Lancaster)‏ هو ممثل بريطاني، ولد في 5 أكتوبر 1974 في ماكليسفيلد في المملكة المتحدة.

## وصلات خارجية
- الموقع الرسمي
- مارشال لانكستر على موقع IMDb (الإنجليزية)
- مارشال لانكستر على موقع ألو سيني (الفرنسية)
- مارشال لانكستر على موقع ميوزك برينز (الإنجليزية)
- مارشال لانكستر على موقع أول موفي (الإنجليزية)
- مارشال لانكستر على موقع قاعدة بيانات الفيلم (الإنجليزية)
- مارشال لانكستر على موقع كينوبويسك (الروسية)